# Bāb Tūmā

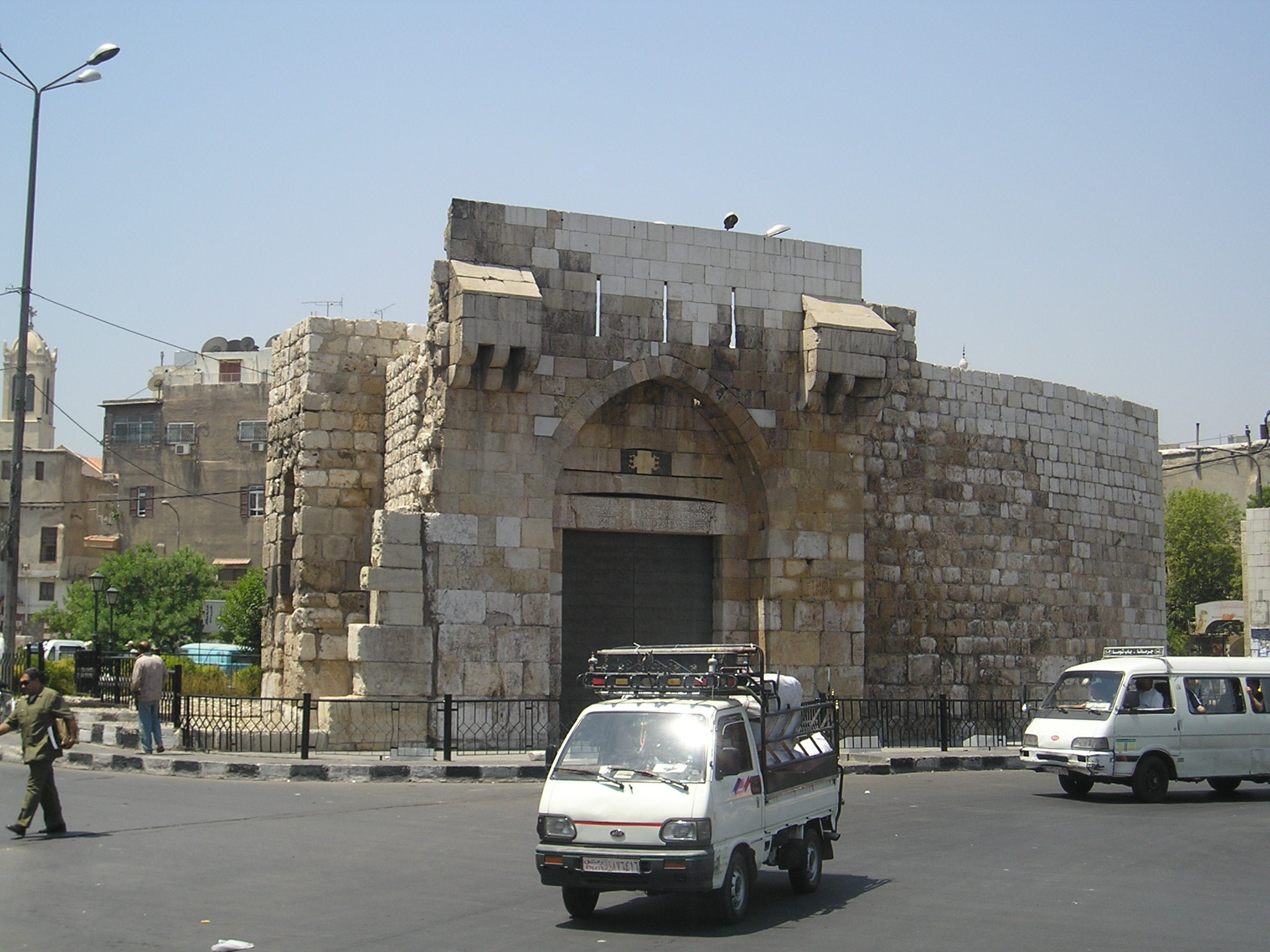
Bāb Tūmā, 2005

Bāb Tūmā (arabisch باب توما ‚Tor des Thomas‘) ist eines der sieben Stadttore von Damaskus, das sich im Nordosten der Altstadt befindet. Gleichzeitig ist es die Bezeichnung für ein südlich vom Stadttor befindliches und jahrhundertealtes Stadtviertel im nordöstlichen Teil der Altstadt. Der Stadtteil wird heute so gut wie ausschließlich von Christen bewohnt und zählt mehrere Tausend Einwohner.

## Geschichte
Das heutige Bāb Tūmā war eines von sieben Stadttoren von Damaskus, die bereits zur Römerzeit existierten. Alle Tore waren – ähnlich wie die Wochentage – einer der sieben Gottheiten gewidmet, die auch den damals bekannten fünf Planeten, Sonne und Mond entsprachen. Wie die anderen Stadttore hatte auch das nordöstliche Tor drei Bögen mit Durchgängen – in der Mitte für Fahrzeuge, an den beiden Rändern für Fußgänger. Bāb Tūmā war damals das Tor der Venus. Nach der Etablierung des Christentums im weiterhin römischen Damaskus erhielt das Tor nach Thomas dem Apostel den Namen „Thomastor“, den es nach der arabisch-islamischen Eroberung beibehielt – nunmehr in seiner arabischen Form Bāb Tūmā. In der Zeit der Ayyubiden wurde das Tor im 13. Jahrhundert erneuert und erhielt so im Wesentlichen seine heutige Form mit nur einem Durchgang.
Auf alten Fotos kann man noch erkennen, dass die Stadtmauer beziehungsweise die direkt an diese grenzende Wohnbebauung beiderseits des Bāb Tūmā bis ins 20. Jahrhundert hinein intakt war. Für den zunehmenden Autoverkehr wurde das Tor zu einem Engpass. In den 1950er Jahren wurde die Stadtmauer um das Tor herum ebenso wie die Häuser daneben für einen Kreisverkehr abgerissen, der bis heute vorhanden ist.

## Kultur

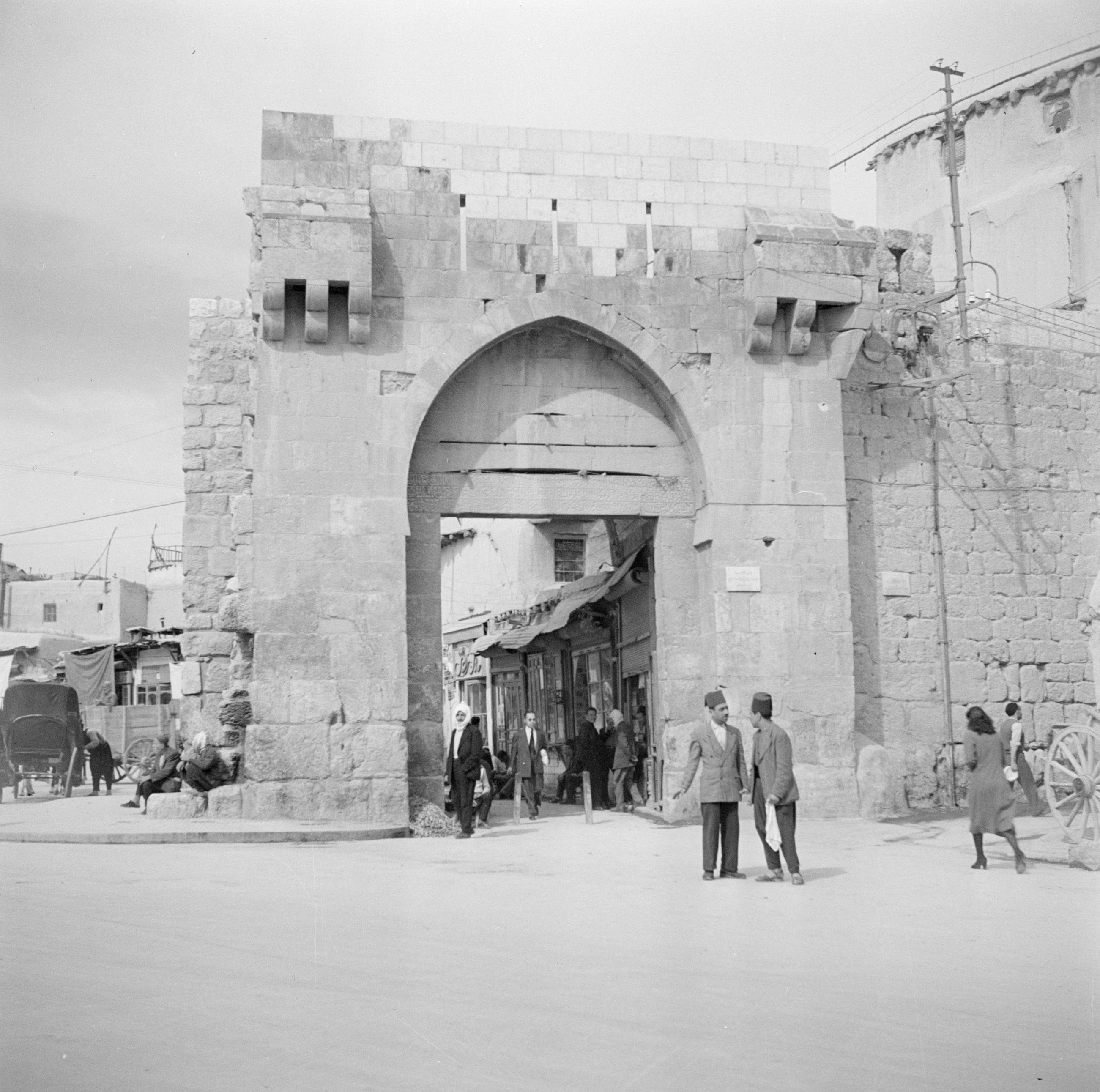
Bāb Tūmā, 1950. Die Läden hinter dem Tor (Altstadtseite) und das hohe Gebäude rechts mussten später dem Autoverkehr weichen.

Die christliche Religion wird von den Bewohnern das christlichen Viertels von Damaskus frei und offen gelebt, wovon eine Vielzahl von Kirchen und kleinen Altaren in Straßennischen zeugt. Das öffentliche Leben ist relativ autonom von demjenigen im restlichen Damaskus. Fast alle Geschäfte haben freitags (islamischer Feiertag) geöffnet, viele Ladenbesitzer schließen jedoch an Sonntagen.
Bāb Tūmā ist ebenfalls bekannt als Studentenquartier. Ein großer Teil der in Damaskus studierenden westlichen oder asiatischen Ausländer ist bei Familien in Bāb Tūmā untergebracht.

## Straßen und Sehenswürdigkeiten in der Nähe
Vom Ostabschnitt der Geraden Straße, der Bab-Scharqi-Straße, führt nach Norden, abschnittsweise Nordosten zum Bāb Tūmā die Bāb-Tūmā-Straße, an der mehrere Kirchen verschiedener Denominationen stehen. Eine von ihnen ist im südlichen Abschnitt auf der Ostseite der Straße die Kathedrale des Heiligen Georg, die Sitz des syrisch-orthodoxen Patriarchen Ignatius Ephräm II. Karim ist. Letzterer residiert allerdings meistens in der überwiegend christlichen Kleinstadt Saidnaya. An der Ostseite dieser Straße stehen auch zwei große römisch-katholische Klöster, das Lazaristenkloster Damaskus und – bereits nahe am Stadttor – das Franziskanerkloster Damaskus an der Ecke zur Klosterstraße. Dem Kloster nordöstlich gegenüber steht an der Klosterstraße die Maronitische Kathedrale von Damaskus. Nur 100 m westlich vom Stadttor steht die armenisch-katholische Kirche der Königin des Universums und ihr fast gegenüber südlich der etwa 500 Jahre alte Hammam Bakri. Nördlich und nordwestlich vom Stadttor gibt es in der Nähe außerdem drei Moscheen und südlich (im christlichen Viertel) eine weitere neben der maronitischen Kathedrale.